# Acanthophis cryptamydros
Espèce
Acanthophis cryptamydros est une espèce de serpents de la famille des Elapidae.

## Répartition
Cette espèce est endémique du Kimberley en Australie-Occidentale. Elle se rencontre de Wotjulum à Halls Creek et jusqu'à Kununurra et sur les îles Koolan, Bigge, Boongaree et Wulalam.

## Description
C'est un Serpent venimeux dont le dos va du beige au brun avec 33 bandes transversales plus sombres. La face ventrale est blanc-beige. Il atteint une longueur totale moyenne de 50 cm et au maximum 66 cm. Le mâle holotype mesure 482 mm de longueur totale dont 394 mm de longueur standard et 88 mm de queue.

## Étymologie
L'épithète spécifique, cryptamydros, est formé des mots grecs kryptos (cryptique, caché) et amydros (indistinct) en référence aux couleurs et motifs de ce serpent qui le rendent difficilement discernable dans son environnement.

## Publication originale
- Maddock, Ellis, Doughty, Smith & Wüster, 2015 : A new species of death adder (Acanthophis: Serpentes: Elapidae) from north-western Australia , Zootaxa, no 4007(3), p. 301–326. (texte intégral).